# اريك مور (لاعب كرة قدم أمريكية)
اريك مور (بالإنجليزية: Eric Moore)‏ هو لاعب كرة قدم أمريكية أمريكي، ولد في 28 يناير 1965 في بيركيلي في الولايات المتحدة.

## وصلات خارجية
- أريك مور على موقع مرجع كرة القدم المحترفة.كوم (الإنجليزية)